# Franz Hoppé

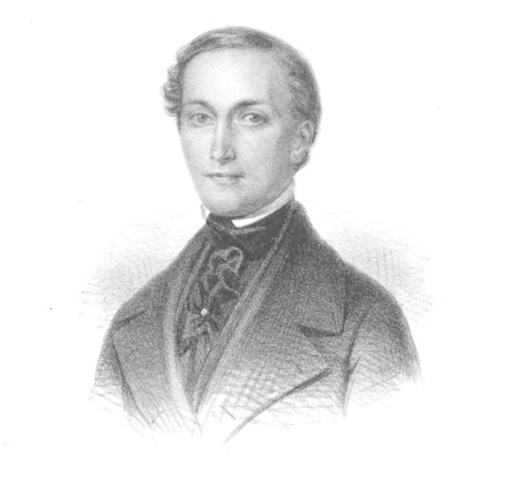
Franz Hoppé

Franz Hoppé, auch Franz Hoppe (* 1810 in St. Petersburg; † 5. oder 6. Juli 1849 in Berlin), war ein deutscher Schauspieler und Opernsänger (Bariton).

## Leben
Franz Hoppé, Sohn des Schauspielers Georg Christoph Hoppe, der nach einem Engagement am Petersburger Hoftheater nach Deutschland gegangen war, trieb laut Joseph Kürschner einige Zeit in Paris „musikalische Studien“. Ein biographischer Abriss, der unter anderem in der Hamburger Zeitung erschien, berichtet etwas ausführlicher die Anekdote, Hoppé habe zwar das Konservatorium betreten, um die Aufnahmeprüfung für ein Klavierstudium zu absolvieren, bei diesem Anlass aber einen kleinen Knaben so perfekt spielen hören, dass er das Haus wieder verlassen habe, ohne den Versuch überhaupt zu wagen, und sei „ziemlich betrübt und völlig ratlos“ in seine Geburtsstadt zurückgekehrt, wo er dann doch noch eine musikalische Karriere ins Auge gefasst und angefangen habe, „das Horn zu cultiviren“. Er sei dann wieder nach Paris gegangen und habe tatsächlich eine Ausbildung zum Waldhornisten am Konservatorium begonnen. Der Erfolg war aber laut diesem Lebensbericht eher mäßig, so dass Hoppé zur Pharmazie wechselte und schließlich nochmals nach St. Petersburg zurückkehrte.
In den frühen 1830er Jahren wandte er sich dann aber einer Sänger- und Bühnenkarriere zu und erhielt zunächst an kleineren und mittleren Bühnen Engagements, unter anderem in Riga. Hatte er zunächst noch als Opernsänger gewirkt, so konzentrierte er sich ab seiner Zeit in Düsseldorf ganz auf das Schauspiel. Nach einem Engagement in Köln wechselte er 1838 ans Hamburger Stadttheater, wo er mit der Titelrolle in Karl Töpfers Stück Der reiche Mann reüssierte. 1842 erhielt er ein Engagement in Braunschweig und 1844 wechselte er ans Berliner Hoftheater, seine letzte Wirkungsstätte.
In Braunschweig hatte er eigentlich eine Anstellung auf Lebenszeit gehabt und verschwand offenbar sehr plötzlich am Tag vor einer Aufführung des Faust. Hoppé hatte, bereits schwer an „Zehrfieber“ leidend, seinen letzten Auftritt am 22. Juni 1849 als Marinelli in Emilia Galotti. Zwei Tage vorher war ihm ein Sohn geboren worden.
Hoppé war damals zum zweiten Mal verheiratet. Seine zweite Frau, die er am 28. September 1848 heiratete, war Clara Stich, eine Tochter des Schauspielerpaares Auguste Crelinger und Wilhelm Heinrich Stich. Diese heiratete in zweiter Ehe den Sänger Theodor Liedtcke.
Seine erste Ehefrau, die er in London geheiratet hatte und die ebenfalls Schauspielerin gewesen war, hatte ihm drei Kinder geboren, war „einem unheilbaren Irrsinn“ verfallen, von Hoppé geschieden und in eine Anstalt verbracht worden.

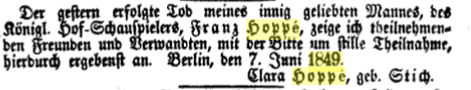
Todesanzeige

Franz Hoppé starb 1849 im Alter von nur 39 Jahren in Berlin und wurde auf dem St.-Hedwig-Friedhof an der Liesenstraße beigesetzt. Das Grabmal ist nicht erhalten. Sein Nachfolger an der Berliner Bühne wurde Ludwig Dessoir.
Kürschner bezeichnete Hoppé als einen der verwendbarsten Schauspieler der Berliner Bühne und schrieb über ihn: „Hoppé’s Talent charakterisirte sich durch die Vermeidung alles Schroffen und Unschönen, durch das Betonen des Glatten, Maßvollen […]“ Das Dämonische eines Franz Moor oder Mephistopheles sei ihm abgegangen, wohingegen er in Rollen wie Geßler, Nathan und Dorfrichter Adam seine Stärken gezeigt habe.